# Керем-Шалом
Керем-Шалом (ивр. כרם שלום‎) — кибуц на северо-западе пустыни Негев в Южном округе Израиля на границе Израиля, Египта и Газы.
На границе с Газой находится контрольно-пропускной пункт Керем-Шалом, через который в сектор предусмотрено поступление различных грузов.

## История
Кибуц основан в 1968 году членами движения Ха-шомер ха-цаир.
Здание центра кибуца в модернистском стиле проектировал известный израильский архитектор Исраэль Годович.
Недалеко от кибуца находится Мемориал «Стальной дивизии», памятник павшим на Южном Фронте Шестидневной войны 1967 года.
В 2021 году Министерство обороны Израиля построило 65-километровый заградительный забор кибуц Керем-Шалом — пляж Зиким на побережье Средиземного моря.

## Население
По данным Центрального статистического бюро Израиля, население на начало 2020 года составляло 183 человека.

## Пограничный переход
Имеется пограничный переход (параллельный переход — в Рафиахе).